# Brigitte Horney
Brigitte Horney (Berlino, 29 marzo 1911 – Amburgo, 27 luglio 1988) è stata un'attrice tedesca.

## Biografia
Figlia della psichiatra e psicoanalista Karen Horney, dimostrò abilità recitative sia nella commedia sia nel dramma.

## Curiosità
Viene citata da Quentin Tarantino in "Bastardi senza gloria". Il suo nome è scritto sul biglietto sulla fronte del tenente Archie Hicox nella scena della cantina.

## Filmografia parziale
- Abschied, regia di Robert Siodmak (1930)
- Fra Diavolo, regia di Mario Bonnard (1931)
- Rasputin, Dämon der Frauen, regia di Adolf Trotz (1932)
- Heideschulmeister Uwe Karsten, regia di Carl Heinz Wolff (1933)
- All'armi (Ein Mann will nach Deutschland), regia di Paul Wegener (1934)
- Balmat o Il re del Monte Bianco (Der ewige Traum), regia di Arnold Fanck (1934)
- Dannazione (Liebe, Tod und Teufel), regia di Heinz Hilpert e Reinhart Steinbicker (1934)
- Blutsbrüder, regia di J.A. Hübler-Kahla (1935)
- Rêve éternel, regia di Henri Chomette, Arnold Fanck (1935)
- Der grüne Domino, regia di Herbert Selpin (1935)
- L'anello tragico (Savoy-Hotel 217), regia di Gustav Ucicky (1936)
- Oro nero (Stadt Anatol), regia di Viktor Tourjansky (1936)
- The House of the Spaniard, regia di Reginald Denham (1936)
- Secret Lives, regia di Edmond T. Gréville (come Edmond Greville) (1937)
- Der Katzensteg, regia di Fritz Peter Buch (1938)
- Volo sul deserto (Verklungene Melodie), regia di Viktor Tourjansky (1938)
- Revolutionshochzeit, regia di Hans H. Zerlett (1938)
- Anna Favetti, regia di Erich Waschneck (1938)
- Tu ed io (Du und ich), regia di Wolfgang Liebeneiner (1938)
- Incendio a Damasco (Aufruhr in Damaskus), regia di Gustav Ucicky (1939)
- Ziel in den Wolken, regia di Wolfgang Liebeneiner (1939)
- Il governatore (Der Gouverneur), regia di Viktor Tourjansky (1939)
- Notte romantica (Eine Frau wie Du), regia di Viktor Tourjansky (1939)
- Mani liberate (Befreite Hände), regia di Hans Schweikart (1939)
- Nemici (Feinde), regia di Viktor Tourjansky (1940)
- Das Mädchen von Fanö, regia di Hans Schweikart (1941)
- Illusion, regia di Viktor Tourjansky (1941)
- Geliebte Welt, regia di Emil Burri (1942)
- Il barone di Münchhausen (Münchhausen), regia di Josef von Báky (1943)
- Am Ende der Welt
- Die Frau am Wege, regia di Eduard von Borsody (1948)
- Verspieltes Leben, regia di Kurt Meisel (1949)
- Melodie des Schicksals, regia di Hans Schweikart (1950)
- Quando mi sei vicino (Solange Du da bist), regia di Harald Braun (1953)
- Gefangene der Liebe, regia di Rudolf Jugert (1954)
- Der letzte Sommer
- Il grattacielo del delitto (Der gläserne Turm), regia di Harald Braun (1957)
- Geschlossene Gesellschaft
- La strage di Gotenhafen (Nacht fiel über Gotenhafen), regia di Frank Wisbar (1960)
- Das Erbe von Björndal, regia di Gustav Ucicky (1960)
- Ruf der Wildgänse, regia di Hans Heinrich (1961)
- Daphne Laureola, regia di Heinz Wilhelm Schwarz - film tv (1962)
- Die Möwe
- L'ultimo treno da Vienna (Miracle of the White Stallions), regia di Arthur Hiller (1963)
- Dann geh zu Thorp, regia di Hans Lietzau  - film TV (1964)
- Neues vom Hexer, regia di Alfred Vohrer (1965)
- Ich suche einen Mann, regia di Alfred Weidenmann (1966)
- La grande sfida a Scotland Yard (The Trygon Factor), regia di Cyril Frankel (1966)
- Huckleberry Finn e i suoi amici (Huckleberry Finn and His Friends) (1980), serie televisiva
- Charlotte (1981)
- Bella Donna (1983)